# Jan (géorgien)
Cette page contient des caractères spéciaux ou non latins. S’ils s’affichent mal (▯, ?, etc.), consultez la page d’aide Unicode.
Pour les articles homonymes, voir Jan.
Jan, (ჯან, [dʒan], en géorgien) est la 32e lettre de l'alphabet géorgien.

## Linguistique
Jan est utilisé pour représenter le son [dʒ].
Dans la norme ISO 9984, la lettre est translittérée par « ǰ ».

## Représentation informatique
- Unicode[1] :
  - Asomtavruli Ⴟ : U+10BF
  - Mkhedruli et nuskhuri ჯ : U+10EF